# Червеноглава астрилда
Червеноглавата астрилда (Spermophaga ruficapilla) е вид птица от семейство Estrildidae.

## Разпространение и местообитание
Разпространен е в Ангола, Бурунди, Кения, Демократична република Конго, Руанда, Судан, Танзания, Уганда, Централноафриканската република и Южен Судан.